# اولین (اورگن)
اولین (به انگلیسی: Olene) یک منطقهٔ مسکونی در ایالات متحده آمریکا است که در اورگن واقع شده‌است. اولین ۱٬۲۶۵٫۸۵ متر بالاتر از سطح دریا واقع شده‌است.